# Donald A. Prater
Donald Arthur Prater (* 6. Januar 1918 in London; † 24. August 2001 in Cambridge) war ein britischer Literaturwissenschaftler, Diplomat und Schriftsteller.

## Leben
Prater studierte von 1936 bis 1939 in Oxford Literaturwissenschaft und Sprachen, nahm dann als Soldat am Zweiten Weltkrieg teil und war zwischen 1946 und 1969 als Diplomat im britischen Außendienst, so in Singapur (1946–1948), der Bundesrepublik Deutschland (1949–1952), in Beirut (1955–1957), Wien (1957–1959) und Stockholm (1965–1968). In Singapur fiel ihm 1947 die englische Ausgabe von Stefan Zweigs Autobiografie Die Welt von Gestern in die Hände. Vom Leben Zweigs, vor allem von dessen Weltbürgertum tief beeindruckt, erkannte er eine gewisse Seelenverwandtschaft, was dazu führte, dass er in den 1960er Jahren den Entschluss fasste, das Leben von Zweig aufzuschreiben. 1972 erschien in England European of Yesterday. A Biography of Stefan Zweig. Rechtzeitig zu Zweigs 100. Geburtstag erschien die fulminante, gegenüber der englischen Ausgabe erweiterte Biografie 1981 auch in Deutschland. Mit Zweig setzte sich Prater zeit seines Lebens auseinander. Aber auch seine Biografien über Rainer Maria Rilke (1986) und Thomas Mann (1995) wurden von der Kritik ausnahmslos als Werke aus der „noblen Tradition der Angelsachsen“ (Der Spiegel) gewürdigt. Die Internationale Stefan Zweig Gesellschaft in Salzburg ernannte Prater zu ihrem Ehrenpräsidenten.
Bis 1998 lebte Prater mit seiner Frau Patricia viele Jahre in Gingins, nahe Genf, um dann den Lebensabend in der englischen Heimat zu verbringen. Dort starb er 2001 in Cambridge.

## Werke
- European of Yesterday. A Biography of Stefan Zweig. Oxford University Press, Oxford 1972.
- Stefan Zweig. Das Leben eines Ungeduldigen. Carl Hanser Verlag, München/Wien 1981, ISBN 3-7632-2801-2.
- Stefan Zweig – Leben und Werk im Bild. Hrsg. von Donald A. Prater und Volker Michels. Insel Taschenbuch, Frankfurt am Main 1981, ISBN 3-458-32232-9. Neuausgabe: Insel Taschenbuch, Frankfurt am Main 2006, ISBN 978-3-458-34913-6.
- Ein klingendes Glas: Das Leben des Rainer Maria Rilke. Carl Hanser Verlag, München & Wien 1986, ISBN 3-446-13362-3.
- Stefan Zweig: Briefwechsel mit Hermann Bahr, Sigmund Freud, Rainer Maria Rilke und Arthur Schnitzler. Hrsg. von Jeffrey B. Berlin, Hans-Ulrich Lindken & Donald A. Prater. S. Fischer Verlag, Frankfurt am Main 1987, ISBN 3-10-097081-0.
- Rainer Maria Rilke – Stefan Zweig: Briefe und Dokumente. Hrsg. von Donald A. Prater. Insel Verlag, Frankfurt am Main 1987, ISBN 3-458-14290-8.
- Stefan Zweig und die Welt von gestern (= Wiener Vorlesungen im Rathaus. Band 30. Vortrag am 20. Februar 1992). Picus Verlag, Wien 1995, ISBN 3-85452-329-7.
- Thomas Mann: A life. Oxford: Oxford University Press, 1995, ISBN 0-19-815861-0.
- Thomas Mann – Deutscher und Weltbürger. Eine Biographie. Carl Hanser Verlag, München & Wien 1995, ISBN 3-446-15363-2.

Aufsätze in Büchern / Katalogen
- Stefan Zweig und die Neue Welt. In: „ZIRKULAR“ (Sondernummer 2), hrsg. von der „Dokumentationsstelle für neuere österreichische Literatur“, Wien Oktober 1981, S. 137–163.
- Ludwig Schwerin: Eine Freundschaft im Zeichen Stefan Zweigs. In: Alfred & Ludwig Schwerin: Die Jahresringe. Jugenderinnerungen, Briefwechsel, Biographie. Hrsg. von Helmut Brosch. „Zwischen Neckar und Main 25“ – Schriftenreihe des Vereins Bezirksmuseum Buchen e.V., Buchen 1988, ISBN 3-923699-13-1, S. 180–185.
- „Geleitwort“ für den Ausstellungskatalog „Stefan Zweig. Für ein Europa des Geistes“, hrsg. von Klemens Renoldner, Hildemar Holl & Peter Karlhuber. Institut für Kommunikationsplanung, Salzburg 1992, ISBN 3-85450-058-0, S. 11/12.
- Stefan Zweig and the Vienna of Yesterday. In: Turn-of-the-Century Vienna and its Legacy (Essays in Honor of Donald G. Daviau), hrsg. von Jeffrey B. Berlin, Jorun B. Johns, Richard H. Lawson. Edition Atelier, New York / Wien 1993, ISBN 3-900379-84-X (Europe) 0-929497-74-0 (America), S. 317–336.
- Stefan Zweig: Europäer, Humanist, Jude. In: „Die Zeit gibt die Bilder, ich spreche nur die Worte dazu“ – Stefan Zweig 1881-1942 (Ausstellungsbuch und -katalog), hrsg. von Sabine Kinder und Ellen Presser. Stadtbibliothek Am Gasteig, München 1993, S. 18–23.
- Die letzten Zeugen der dritten großen Austreibung unserer sogenannten Rasse: Stefan Zweig im Exil. In: Amy Colins und Elisabeth Strenger (Hrsg.): Brücken über dem Abgrund. Auseinandersetzungen mit jüdischer Leidenserfahrung, Antisemitismus und Exil. Festschrift für Harry Zohn. Wilhelm Fink Verlag, München 1994, ISBN 3-7705-2950-2, S. 299–316.

## Nachlass
Praters bedeutende Forschungs-Sammlung von Erstausgaben und Materialien zu Stefan Zweig wurde der Adolf Haslinger Literaturstiftung vermacht und befindet sich heute im Stefan Zweig Zentrum Salzburg.